# Aromia bungii
Aromia bungii là một loài bọ cánh cứng trong họ Cerambycidae.